# Пелопоннес (фема)
Фема Пелопоннес (грец. Πελοπόννησος, θέμα Πελοποννήσου) — військово-адміністративна одиниця Візантійської імперії (фема), яка розташовувалась на півострові Пелопоннес (сучасна Греція). Утворено близько 800 року. Припинила існування 1205 року внаслідок захоплення хрестоносцями.

## Історія
За часів пізньої Римської імперії та на початку Візантійської імперії півострів Пелопоннес входив до складу провінції Ахейя діоцезу Македонія. З 580-х років починаються набіги слов'ян. Між 687 та 695 роками на півострові формуються турми, що стали частиною феми Еллада. В цей же час напади слов'янських племен посилюються, які зрештою вдираються до Пелопоннесу. Тут формуютьсбя автономні архонтіїх племен мілінгів і езеритів, що поселилися в Лаконіці та Аркадії.
Близько 800 року Пелопоннес за рішенням імператриці Ірини стає окремою фемой. Формування нової феми безпосередньо пов'язано з прагненням візантійського уряду зміцнити контроль над слов'янськими племенами, які оселилися в більшій частині Греції, також як і переселення в регіон греків з Італії та Малої Азії, а також оборона від набігів арабів, які були частими в IX—X століттях. До 805 року її межі розширилися в північно-західному
напрямку, досягнувши області Патр. Інша частина Пелопоннесу увійшла до складу феми лише наприкінці панування імператора Феофіла. У 830-х роках слов'ян практично повністю оволоділи фемою, окрім прибережних міст та Коринфу. Втім внаслідок війн 840-850-х років, імперії вдалося завдати племенам поразок, приборкати їх, але надавши деяку автономію.
Візантійський завоювання Криту в 961 році поклало край нападав арабських піратів з цього острову. З цього моменту Пелопоннес перетворюється на базу для відвоювання Сицилії та перекидання військ на південь Італії. Водночас починається економічний розквіт феми, насамперед сільського господарства.
За часів Комнінів відбувається фактичне об'єднання фем Пелопоннес і Еллада. Об'єднана фема Еллада-Пелопоннес була розділена протягом XII століття на невеликі райони: орії, хартуларати і епіскепсеі. З 1180-х років внаслідок послаблення державного керування за часів правління династії Ангелів фема зазнає все відчутніших нападів норманів, що негативно впливає на господарство та соціальний стан.
У 1204 році учасники Четвертого хрестового походу захопили Константинополь, внаслідок чого візантійська імперія розпалася на окремі частини. Спочатку в Пелопоннесі спробували затвердити лдуки Ангели з Епірського деспотату. Проте у 1205 році їх витіснили хрестоносці, що заснували Ахейське князівство. За часів Палеологів тут розташовувався Морейський деспотат.

## Адміністрація
Територія охоплювала географічні кордони півострову Пелоппонес, до Істмського перешийка. Адміністративним центром було місто Коринф.
На чолі стояв стратег (з титулом протоспафарій або патрикій), що мав 4 розряд серед усіх стратегів, утримуючи щорічню зарплатню у 12 лібрів золота. Серед підлеглих йому посадових осіб турмарх відповідав за оборону узбережжя і під його командуванням перебувала ескадра з чотирьох хеландіонов (військові кораблі в Візантії). З кінця X століття стає звичним поєднання посад стратегів фем Пелопоннесу і Еллади, а наприкінці XI століття вона стає постійною, коли обидві феми перебували під управлінням мегадукса (великого дуки), головнокомандувача візантійського флоту. Через відсутність останнього на Пелопоннесі, місцева адміністрація залишилася під орудою місцевого претора, посаду якого часто обіймали шановані чиновники.

## Відомі стратеги
- Лев Склір (805—811)
- Феоктіст Бриєнній (840—845 і 852—855)
- Іоанн Протевон (920-ті)
- Крініт Аротра (930-ті)
- Барда Платіпод (930-ті)